# Cuevas de Waitomo
Las cuevas de Waitomo están situadas en Waitomo, Nueva Zelanda. Son unas cuevas de roca calcárea que forman grutas que tienen como mayor particularidad la existencia de un gusano luminoso en el techo de las cuevas. El gusano luminoso es la larva del insecto Arachnocampa luminosa, el cual emite una luz brillante con la que atrae su presa acercándola a un hilo mucoso en el que el insecto atraído queda pegado con lo que el gusano retira el hilo y coge a su presa.

## Historia
La primera exploración de la cueva de los gusanos (cueva de Aranui) se realizó en 1887 por Tane Tinorau, jefe maorí local y Fred Mace, topógrafo inglés. En 1888 la gruta fue abierta al público por Tinorau. En 1904 la gruta fue adquirida por el gobierno, que la devolvió a sus antiguos dueños en 1989.
Las cuevas han sido el sitio turístico más importante de la comunidad desde los años 1900. Inicialmente los recorridos eran improvisados por los maorí locales, pero tras la adquisición de las cuevas por parte de la Corona, fueron manejados como sitios turísticos.
A día de hoy, existen compañías que ofrecen una guía a través de las cuevas, que van desde los sitios más accesibles hasta actividades más extremas, como la exploración de las cuevas. En el año 2003 se registró una asistencia de 400,000 turistas.

## Cuevas

### Pasillos
Los pasillos van desde el Valle del arroyo de Waitomo (un afluente del Río Waipa), se extiende por 3,3 km de Waitomo hasta la Reserva Escénica de Ruakuri. En la reserva, el paseó conduce entre cuevas pequeñas hasta el Puente Natural Ruakuri.